# Czech Media Invest
Das Unternehmen Czech Media Invest (CMI) ist eine tschechische Medienholding, die europaweit aktiv und als Besitzerin mehrerer tschechischer Boulevardzeitungen sowie der französischen Tageszeitung Le Monde bekannt ist.

## Besitzer
Das Unternehmen befindet sich in Privatbesitz:
- Der Tscheche Daniel Křetínský hält 50 Prozent der Anteile. Er ist unter anderem an der Metro AG sowie am Energiekonzern Energetický a Průmyslový Holding beteiligt, welcher seit 2016 den Tagebau und die Braunkohlekraftwerke von Vattenfall (Deutschland) bzw. der Bundesrepublik Deutschland übernahm.[2]
- Der Slowake Patrik Tkáč hält 40 Prozent der Anteile. Er ist Gründungsmitglied der J&T Finance Group und gemeinsam mit Daniel Křetínský an mehreren anderen Unternehmen beteiligt.[3]
- Die verbleibenden 10 Prozent gehören dem Slowaken Roman Korbačka, der unter anderem Besitzer des slowakischen Radiosenders Europa 2 ist, (CMI selbst besitzt in Tschechien einen ähnlichen Radiosender: Evropa 2), dessen Werbevermarktung von einer Gesellschaft der J&T abgewickelt wird.[4]

## Beteiligungen
Die CMI Medienholding ist an folgenden Unternehmen beteiligt:
- Czech News Center a.s.: Dieses Unternehmen ist Marktführer im tschechischen Printbusiness.[5] Es besitzt 27 Print- und 9 Onlinepublikationen, unter anderem die marktführende Boulevardzeitung Blesk und das bedeutende Magazin Reflex. Außerdem vermarktet es in Kooperation mit TV JOJ, das zu J&T gehört, den TV-Sender JOJ family.
- Radiobeteiligungen in Tschechien und Rumänien.
- Beteiligungen an der tschechischen Buchhandelskette Luxor sowie an mehreren tschechischen Verlagen.[6]
- International Media Invest a.s.: 100%ige Beteiligung an der Holding CMI France, dem u. a. das Magazin Elle gehört[7], sowie eine indirekte Beteiligung an den Verlagen von Le Monde und L’Obs.
- Pro Sieben Sat.1 Media SE: Die Investorengruppe war im Herbst 2019 mit zunächst etwas über 4 Prozent in das deutsche Medienunternehmen eingestiegen[8] und hatte im März 2020 ihre Anteile auf leicht über 10 Prozent aufgestockt. Zugleich kündigten die Besitzer an, weitere Stimmrechte erwerben zu wollen.[9][10]